# Takonín
Takonín (německy Takonin) je vesnice v okrese Benešov, je součástí obce Bílkovice. Nachází se 1,5 km na západ od Bílkovic. Je zde evidováno 41 adres.

## Historie
První písemná zmínka o vesnici pochází z roku 1250.

## Další fotografie

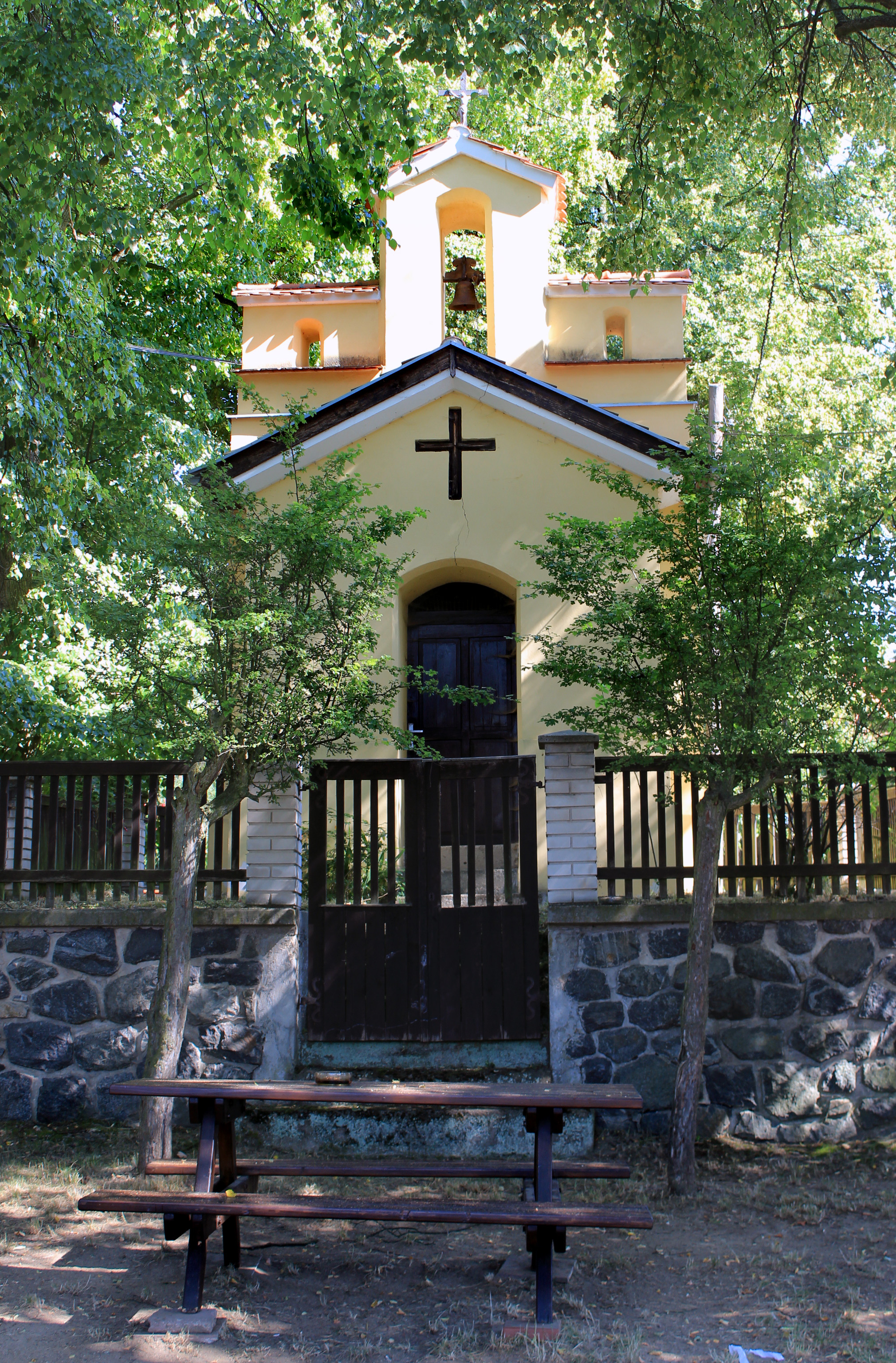
Kaple pod stromy na návsi
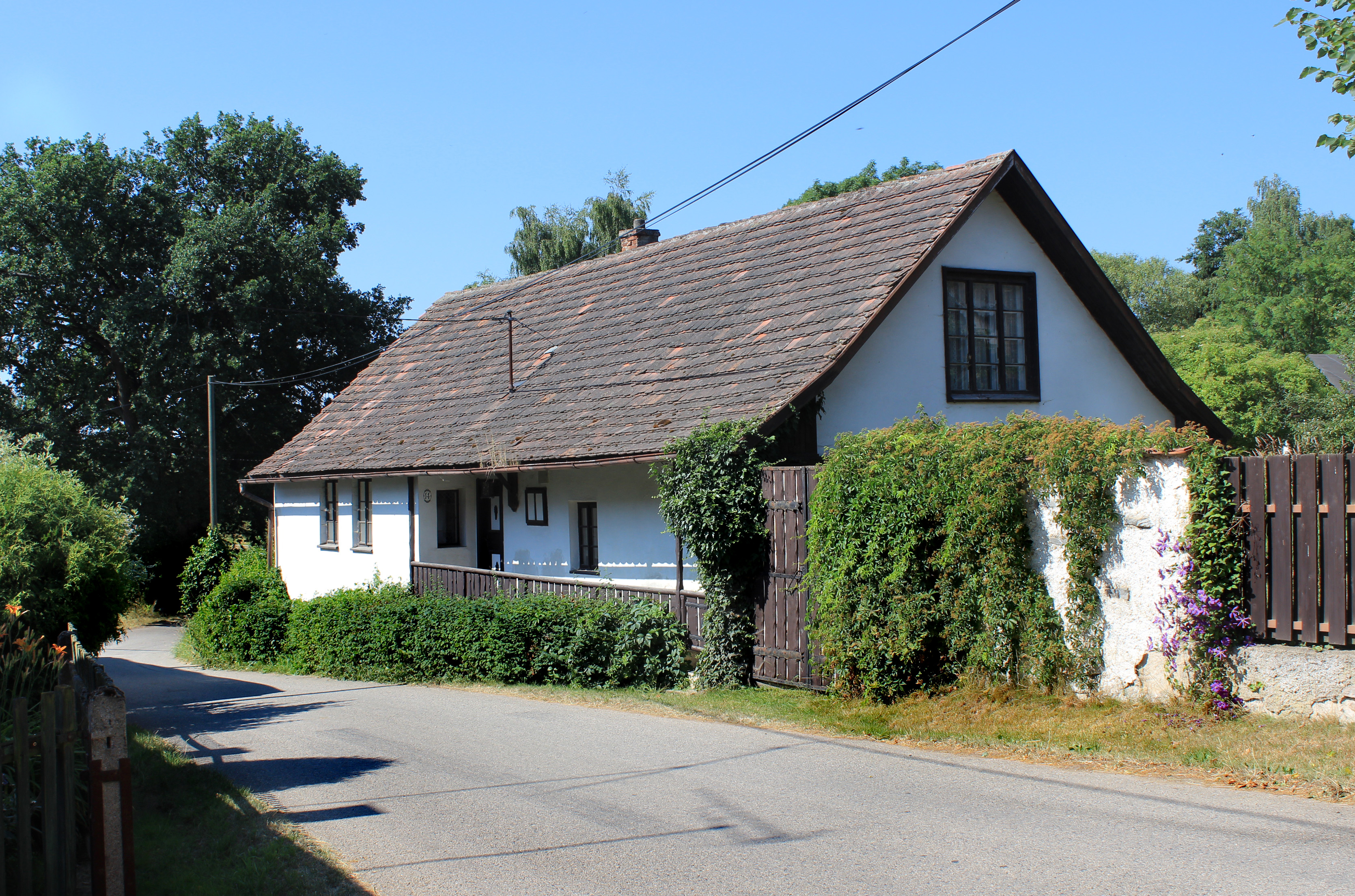
Dům čp. 14
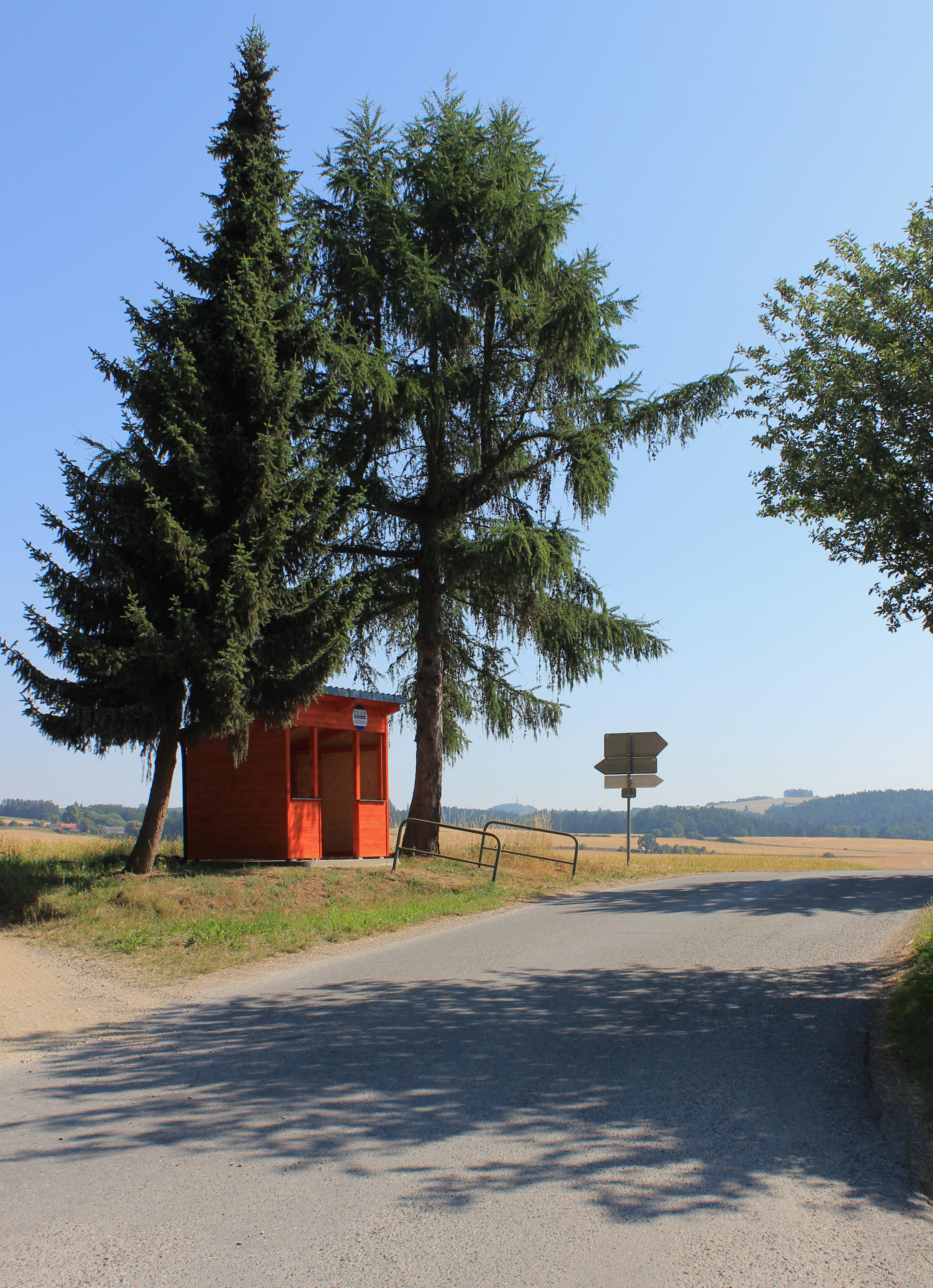
Zastávka u hlavní silnice